# Tito Speri

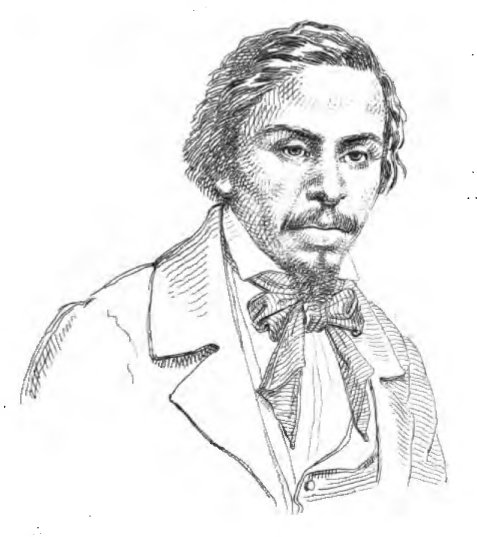
Tito Speri

Tito Speri (* 2. August 1825 in Brescia; † 3. März 1853 in Belfiore bei Mantua) war ein italienischer Freiheitskämpfer.

## Leben
Tito Speri war Sohn eines Bildrestaurators, der für Napoleon I. gekämpft hatte. Schon als Jugendlicher beteiligte er sich an Aufständen gegen die österreichische Herrschaft in Norditalien. Im Oktober 1846 trat er in ein Priesterseminar ein, konnte jedoch seine Eltern dazu bringen, ihn ein Jahr später an einem Lyzeum in Lodi einzuschreiben. Als 1848 in Mailand die Märzrevolution gegen die Österreicher ausbrach, nahm er als Freiwilliger an den Kämpfen teil, u. a. auch in Governolo. 1849 war er einer der Anführer des zehntägigen Aufstandes in Brescia. Um diesen Aufstand niederzuschlagen, benötigten die Österreicher ein komplettes Armeekorps. Nach einem kurzen Exil in Lugano schloss er sich in Turin Giuseppe Mazzinis republikanischer Bewegung an.
Anfang 1850 kehrte er nach einer Amnestie wieder nach Brescia zurück. In seiner Heimatstadt wurde er von der österreichischen Polizei überwacht. Er beteiligte sich an einem vom Priester Enrico Tazzoli gegründeten Befreiungskomitee. Er beschaffte Waffen, bildete junge Männer an den Waffen aus und verteilte Propagandamaterial. Mehrmals versuchten die Österreicher vergeblich ihn festzunehmen. Am 18. Juni 1852 wurden sie seiner habhaft und brachten ihn am 28. Juni nach Mantua. Dort fanden die Prozesse gegen die Mitglieder von Enrico Tazzolis Befreiungsausschuss statt. Tito Speri wurde mit etlichen anderen Freiheitskämpfern zum Tode am Strang verurteilt. Er wurde am 3. März 1853 auf der Festung von Belfiore bei Mantua hingerichtet.
Tito Speri gilt wegen seines Einsatzes beim Aufstand in Brescia und wegen seines tragischen Todes in Belfiore bei Mantua als eine der bedeutenden Persönlichkeiten der italienischen Einigungsbewegung.